# Pseudognaphalium standleyi
Pseudognaphalium standleyi là một loài thực vật có hoa trong họ Cúc. Loài này được (Steyerm.) G.L.Nesom miêu tả khoa học đầu tiên.